# Vùng kín

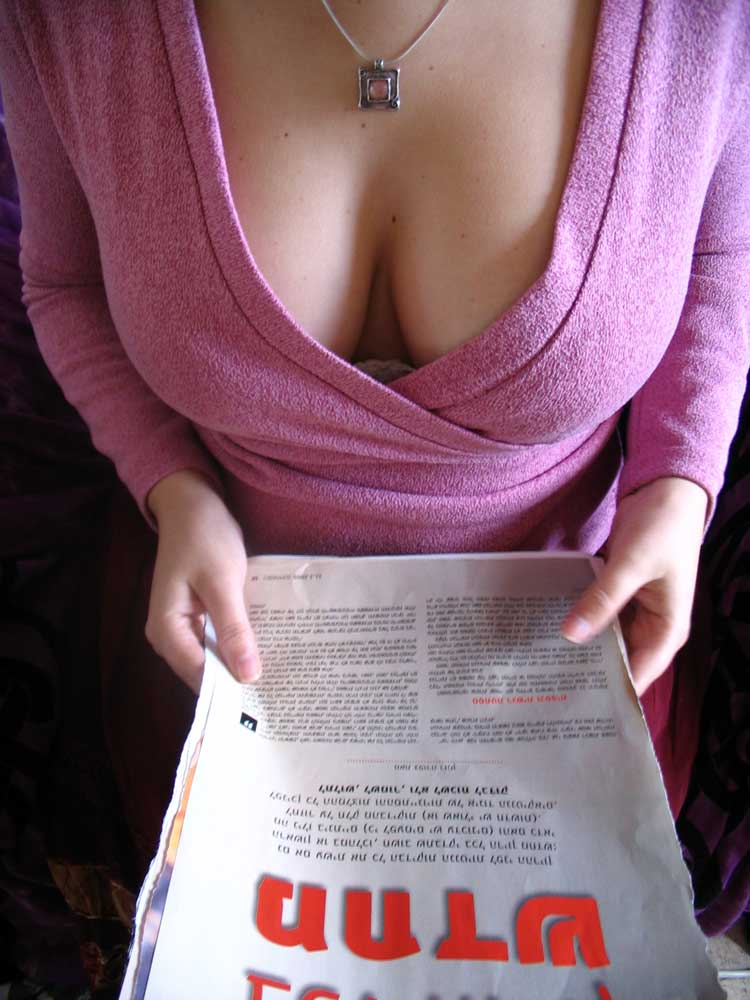
Một phụ nữ đọc báo để lộ vùng rãnh ngực

Vùng kín (Intimate part) hay còn gọi là Vùng nhạy cảm là một vị trí trên cơ thể con người thường được che bằng quần áo ở các địa điểm công cộng và trong môi trường xã hội bình thường như một vấn đề thời trang và chuẩn mực văn hóa, đạo đức. Ở một số nền văn hóa, việc để lộ hoặc cố ý phơi bày những bộ phận nhạy cảm này được coi là hành vi xúc phạm, phỉ báng về tôn giáo.

## Các vị trí
Vùng kín hay vùng nhạy cảm được tiếp cận theo định nghĩa và cách nhìn nhận khác nhau, nhưng thông thường khi gọi là vùng kín hoặc vùng nhạy cảm chủ yếu là các bộ phận liên quan đến kích thích tình dục, gợi sự hưng phấn tình dục, tính dục gọi chung là Vùng kích thích tình dục, vùng liên quan đến việc sinh sản và bài tiết phân, nước tiểu và các chất thải liên quan, những vị trí như vậy bao gồm:
- Đối với cả hai giới: Mông (đít), hậu môn, lỗ đít, tầng sinh môn, đáy chậu, vùng mu và háng
- Đối với nam giới: Dương vật và bìu dái, chủ yếu là bộ phận sinh dục nam.
- Đối với phụ nữ: âm hộ (bao gồm cả vùng môi gồm môi lớn, môi nhỏ), âm đạo, âm đạo và vú (ngực) hay còn gọi là núi đôi. Đối với phụ nữ thì trong quan niệm đôi khi vùng kín (vùng nhạy cảm) này còn rộng hơn như khe hở đùi, khe bụng, ngón chân lạc đà, rãnh ngực, rốn, đùi, nách, đôi khi còn có thể là vai, gáy tùy theo quan niệm.

Thuật ngữ các bộ phận nhạy cảm có thể được hiểu là chỉ các bộ phận cơ thể bên ngoài có thể nhìn thấy khi khỏa thân, thay vì các bộ phận cơ thể thường được gọi. Ví dụ, khi khỏa thân, khe mông của phụ nữ chủ yếu có thể nhìn thấy hơn là âm đạo và tương tự thì cái bìu của đàn ông có thể nhìn thấy hơn là tinh hoàn bên trong bìu dái.

## Trong văn hóa

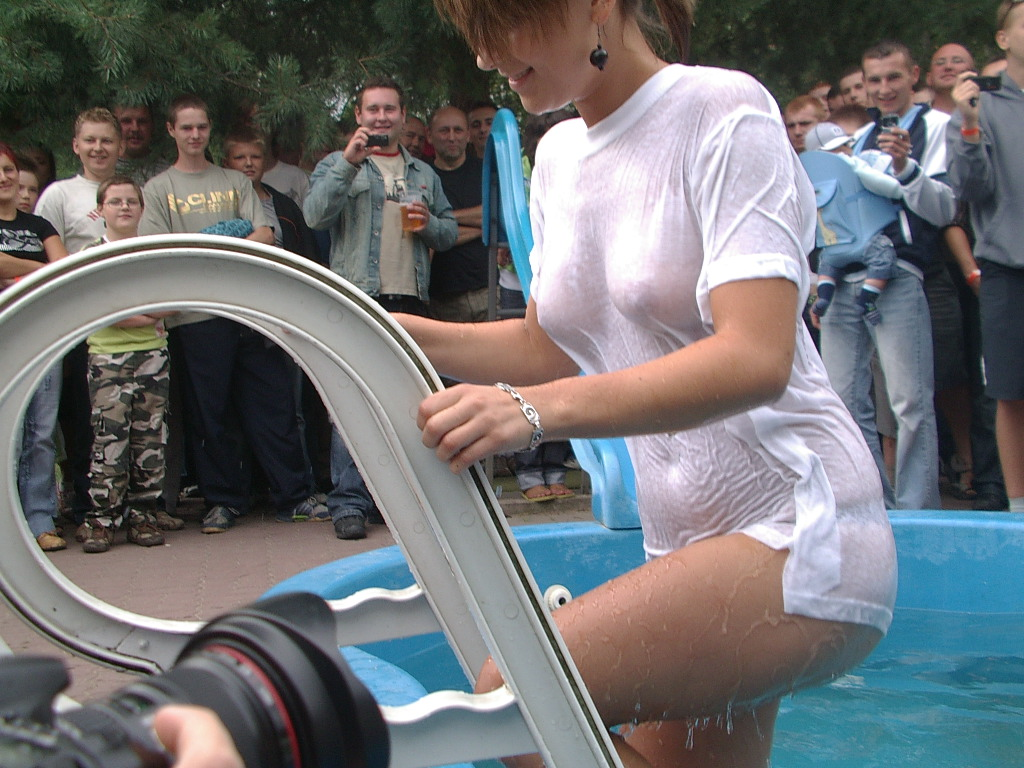
Một cô gái ướt sũng làm lộ những bộ phận thân thể bên trong dù đang mặc áo

Ngực phụ nữ được coi là bộ phận nhạy cảm có thể được che chắn trong hầu hết các ngữ cảnh nhưng mức độ chấp nhận để ngực trần là khác nhau ở các vùng và nền văn hóa khác nhau, chẳng hạn như sự chấp nhận để ngực trần ở một người mẫu Canada khác nhau tùy thuộc vào cả yếu tố cá nhân (chẳng hạn như giới tính, tuổi tác và tôn giáo của người trả lời) và các yếu tố ngữ cảnh (tức là để ngực trần trên đường phố, công viên hoặc các bãi biển). Trong một số giai đoạn lịch sử châu Âu, vai và chân của phụ nữ có thể được coi là những bộ phận gợi cảm, các quan điểm bảo thủ hơn ở phương Tây trong một số bối cảnh vẫn cho rằng phụ nữ nên che vai của họ, đặc biệt là khi vào nhà thờ hoặc các nơi linh thiêng khác.
Trong truyền thống Hồi giáo, định nghĩa Awrah tương tự như định nghĩa của các bộ phận nhạy cảm trong văn hóa phương Tây. Mức độ che phủ cơ thể phụ nữ tùy thuộc vào từng trường hợp, nhưng có thể bao gồm cả tóc, vai và cổ ngoài những "bộ phận nhạy cảm" đã nói ở trên. Đa số các học giả đồng ý rằng nên che toàn bộ cơ thể ngoại trừ mặt và tay ở nơi công cộng hoặc trước mặt những phụ nữ không theo đạo Hồi không liên quan và trước mặt những người đàn ông không liên quan. Các trường hợp ngoại lệ là các học giả từ trường phái tư tưởng Hanafi, có số lượng người theo học lớn nhất, đồng ý rằng bàn chân không phải là một phần của Awrah và do đó có thể được phơi bày. Đối với nam giới, hầu hết các học giả coi tất cả các bộ phận của cơ thể từ rốn đến đầu gối là Awrah (cấm kỵ).
Việc cố ý để lộ những bộ phận nhạy cảm của một người là một dạng của chủ nghĩa khoe thân. Việc tiếp xúc như vậy có thể phải tuân theo các quy tắc xã hội nghiêm ngặt, sự kiểm soát xã hội và thậm chí là phải đối diện với công lý và trách nhiệm hình sự, nếu nó được coi là một hình thức tiếp xúc không đứng đắn, không phù hợp. Việc vô tình để lộ các vùng kín (như trong trường hợp sự cố ăn mặc, hớ hênh, quần áo phản chủ, làm lộ hàng) có thể làm người đó có cảm giác xấu hổ. Cố ý chạm vào vùng kín của người khác, ngay cả cho dù là qua quần áo, thường được xem gắn liền với mục đích tình dục. Nếu việc này được thực hiện mà không có sự đồng ý hợp pháp của người bị chạm vào, hành vi này được coi là mò mẫm, sờ soạng hoặc trong một số trường hợp là quấy rối tình dục hoặc tấn công tình dục.